# Neraudia
Neraudia là một chi thực vật có hoa trong họ Urticaceae. Tất cả các loài đều là đặc hữu Hawaii. Ma'oloa là tên gọi thông dụng cho các loài này trong ngôn ngữ bản địa.

## Các loài
- Neraudia angulata R.S.Cowan, 1949
- Neraudia cookii H. St. John, 1976
- Neraudia kahoolawensis Hillebr., 1888
- Neraudia kauaiensis (Hillebr.) R.S. Cowan, 1949
- Neraudia melastomifolia Gaudich., 1830
- Neraudia ovata Gaudich., 1830
- Neraudia sericea Gaudich., 1830